# Salix pseudomyrsinites
Salix pseudomyrsinites är en videväxtart som beskrevs av Anderss.. Salix pseudomyrsinites ingår i släktet viden, och familjen videväxter. Inga underarter finns listade i Catalogue of Life.